# Guido Stegen
Guido Stegen (Sint-Agatha-Berchem (Brussel), 3 september 1951) is een Belgische architect en stedenbouwkundige. 
Stegen behaalde in 1975 zijn diploma aan Sint-Lukas in Schaarbeek. Hij ontwikkelde een modernistische aanpak met aandacht voor ecologische waarden. Dit resulteerde in gebouwen en experimenten met laag energieverbruik, en in de structurele sanering van industriële panden (1977-81).
Van 1981 tot 1990 werkte Stegen bij de dienst openbare werken en stedenbouw van Sint-Jans-Molenbeek. In 1990 richtte hij samen met Françoise Remy, die in 1987 aan Sint-Lukas was afgestudeerd, het bureau Stegen & Remy op, dat in 2000 werd omgedoopt tot ARSIS. Ze wijdden zich hoofdzakelijk aan restauratieprojecten en de stedelijke heropleving (wijkcontracten).
Beïnvloed door de geschriften van Raymond Unwin, Bill Hillier en Kevin Lynch ontwikkelden Stegen en Remy vanaf 1991 een generische en compacte stedenbouw op basis van een soepele verdeling van bestemmingen in een duurzame ruimtelijke structuur. Zij pasten deze principes toe op een aantal bijzondere plannen van aanleg. Het streven naar een optimale wisselwerking tussen grondstoffen, vormen en functies domineert ook hun restauratieprojecten.
Stegen is sinds 1999 lid en sinds 2002 ondervoorzitter van de KCML van het Brussels Hoofdstedelijk Gewest.